# Mons Hansteen

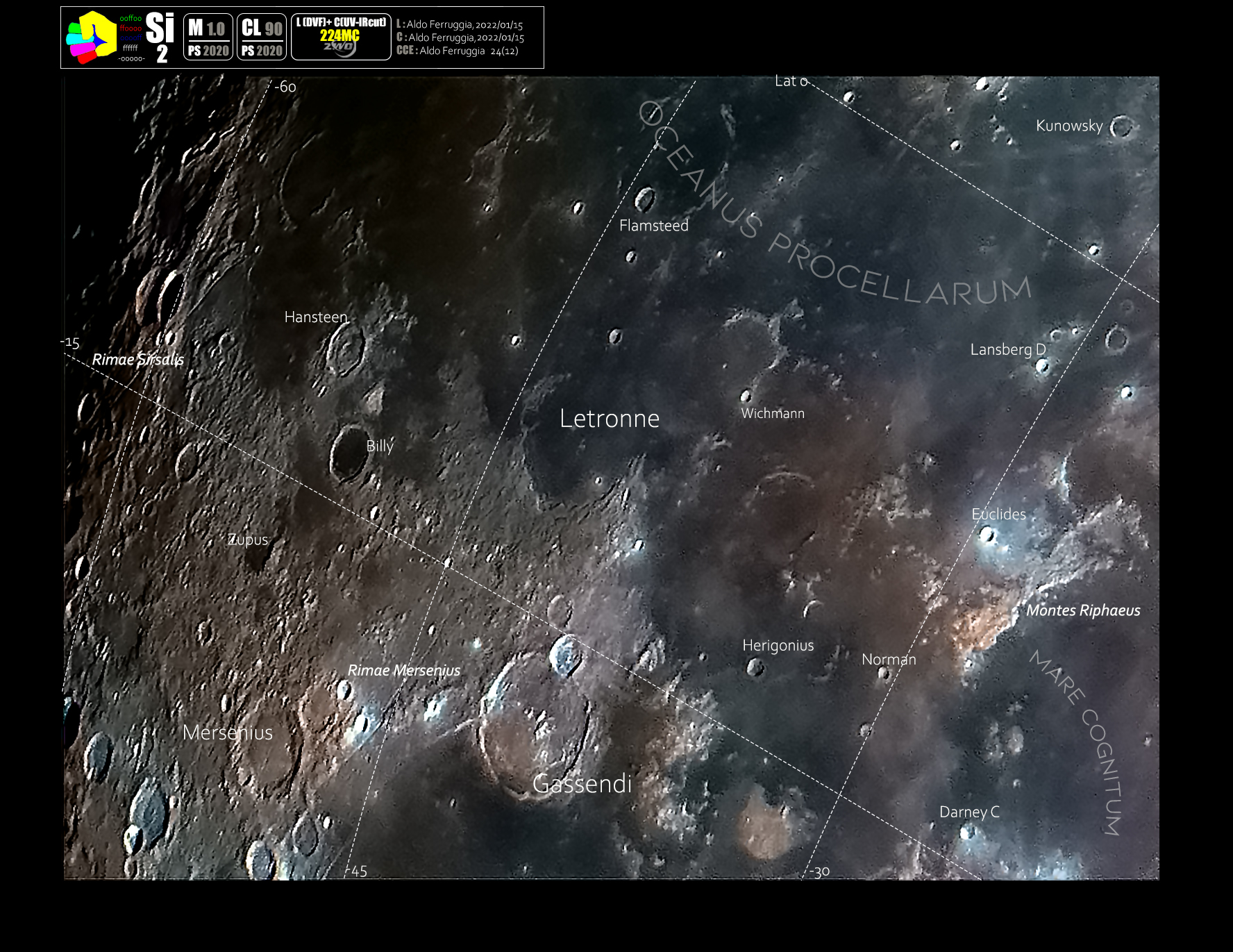
Mons Hansteen (al centro in alto) in un'Immagine Selenocromatica(Si)

Il Mons Hansteen è una struttura geologica della superficie della Luna situata poco a nord del cratere Billy.